# Kunta Kinte (альбом)
Kunta Kinte — альбом американського репера Keak da Sneak, випущений 21 лютого 2006 р. лейблом Next Level Entertainment через збільшення інтересу до стилю гайфі. Дистриб'ютор: Sumday Entertainment. Фактично є переробленим виданням Town Business, студійного альбому 2005 р., до якого додали два старих треки «Superhyphy» та «Bumpers». Виконавчий продюсер: Next Level. Реліз посів 2-гу сходинку чарту Heatseekers (Pacific).

## Список пісень
1. «Scarface Dust» — 3:41
2. «Blind to Get It» (з участю Eklips the Hustla) — 3:39
3. «Super Hyphy» — 3:26
4. «Town Business» (з участю Hollis та Eklips the Hustla) — 4:36
5. «Get That Doe» (з участю Hollis та Eklips the Hustla) — 3:24
6. «T-Shirt Blue Jeans & Nike's #2» — 3:18
7. «Bumpers» — 4:36
8. «Light Gray Shit» (з участю Lace Leno) — 4:53
9. «Support Your Own Supple» (з участю Big Slep Rock та Luni Coleone) — 3:47
10. «What a Relief» — 3:46
11. «All My Niggas» — 3:15
12. «Dope House's and Powder» — 4:39
13. «Leanin» (з участю Skee 64) — 4:10
14. «Lookin at Booty» (з участю Cellski) — 4:48
15. «Yeah» — 6:25